# Fausto Bongelli
Fausto Bongelli ist ein italienischer Pianist.
Bongelli hat sich als Pianist und Kammermusiker auf die Aufführung Neuer Musik spezialisiert. Er spielte Uraufführungen und italienische Erstaufführungen von mehr als 300 Werken von Komponisten wie Earle Brown, Luis de Pablo, James Dillon, Julio Estrada, Morton Feldman, Lou Harrison, Conlon Nancarrow, Frederic Rzewski und Salvatore Sciarrino. Regelmäßig tritt er bei europäischen Musikfestivals auf, so beim XXI. Aspekte Festival am Mozarteum in Salzburg, an der Accademia Musicale Chigiana in Siena, bei der Biennale di Venezia, den Incontri con il compositore in Madrid, beim Roma Europa Festival, der Rassegna di Nuova Musica in Macerata, den Incontri Musicali Romani, beim Settembre Musica in Turin und dem Festival Nuova Consonanza in Rom. Neben Rundfunkaufnahmen u. a. bei Rai, Radio Nacional de España,   Radio Köln und Saarbrücken, Klassikaraadios, Yle Radio und Radio National Mexico spielte er Plattenaufnahmen für Labels wie New Albion, Col legno, RCA Records, Wergo, Ricordi-Stradivarius und RAI-Trade ein. Bongelli ist Autor des Buches Pianoforte e Isometria.